# Thomas Aylesbury, 1. Baronet
Sir Thomas Aylesbury, 1. Baronet, (* 1576 in London; † 1657 in Breda) war ein hoher englischer Beamter der Royal Navy (Surveyor of the Navy) und Direktor der englischen Münzanstalt. Außerdem war er ein Patron der Wissenschaften.

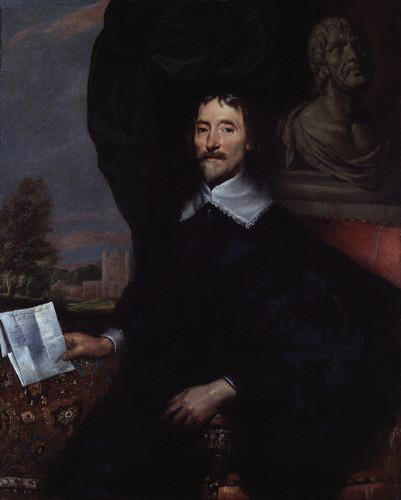
Porträt von William Dobson, um 1642, möglicherweise Aylesbury, National Portrait Gallery

Aylesbury besuchte die Westminster School und ab 1598 das Christ Church College der University of Oxford, an dem er 1602 den Bachelor-Abschluss und 1605 den Master-Abschluss (M.A.) erwarb. Danach war er Sekretär des Lord High Admiral, zunächst von Charles Howard, 1. Earl of Nottingham und dann von George Villiers, 1. Duke of Buckingham, der ihn patronierte. Am 19. April 1627 wurde ihm der erbliche Adelstitel eines Baronet, of London, verliehen und er war von 1628 bis 1632 Surveyor of the Navy. Außerdem war er einer der Masters of Requests und ab 1635 war er mit Ralph Freeman Teil einer Kommission, die die Funktion eines Direktors der englischen Münze hatte. Im 1642 beginnenden Englischen Bürgerkrieg verlor er als Royalist seine Ämter und seinen Besitz und ging mit seiner Familie ins Exil nach Antwerpen und 1652 nach Breda, wo er 1657 starb.
Er hatte zwei Söhne, William und Thomas, sowie drei Töchter Frances, Anne und Barbara. Frances, die Edward Hyde, 1. Earl of Clarendon, heiratete, war Mutter von Anne Hyde. Da seine beiden Söhne vor ihm starben, erlosch sein Adelstitel bei seinem Tod.
Er hatte neben seinem Stadthaus in London einen Landsitz am Windsor Park (Cranbourne Lodge) und versammelte einen Kreis von Wissenschaftlern um sich. Dazu gehörten Thomas Allen, Thomas Harriot (der ihn auch als einer der Herausgeber seiner nachgelassenen Manuskripte bestimmte) und Walter Warner. Nach Anthony Wood war Aylesbury mathematisch interessiert und förderte vor allem diese Wissenschaft.
Ein Großteil seiner Manuskripte und Bibliothek ging verloren oder wurde verkauft, nachdem er im Englischen Bürgerkrieg das Land verlassen musste.